# Niên biểu lịch sử Anh (1700–1799)
Dưới đây là niên biểu các sự kiện trong lịch sử Anh từ năm 1700 - 1799.
Niên biểu lịch sử ở Anh (1600-1699) Niên biểu lịch sử ở Anh (1800-1899)

## 1700 - 1799
- 1701 Anh - Đạo luật Settlement 1701 yêu cầu vua Anh phải là người Tin Lành
- 1702 Anh và Scotland - Vua William III mất ngày 19 tháng 3 và được kế vị bởi chị dâu của ông, Nữ vương Anne.
- 1704 Anh và Scotland làm cho vấn đề tồi tệ hơn ở Bắc Ireland- Gibraltar bị bắt gữa ngày 23 tháng 8 bởi hạm đội hỗn hợp Hà Lan và Anh dưới sự chỉ huy của Đô đốc George Rooke
- 1704 Anh - Đạo quân Anh và Hà Lan dưới sự chỉ huy của John Churchill đã đánh bại quân đội của Louis XIV của Pháp ở Trận Blenheim, Bavaria
- 1706 Anh và Scotland - Hiệp ước Union được chấp thuận, ngày 22 tháng 7, bởi đại diện Anh và các nghị sĩ của Wales và Scotland
- 1707 Anh và Scotland - Đạo luật Union được thông qua bởi Nghị viện Anh và Nghị viện Scotland nhằm phe duyệt Hiệp ước Union.

Vương quốc Liên hiệp Anh ra đời ngày 1 tháng 5 năm 1707.
- 1714 Nữ hoàng Anne qua đời và được kế vị bởi George I; bắt đầu triều đại Hanover
- 1715 Cuộc nổi dậy Jacobite
- 1716 Đạo luật Disarming nỗ lực bảo vệ hoà bình cao nguyên Scotland
- 1719 Tây Ban Nha cố gắng xâm lược nhằm hỗ trợ những người Jacobite - hạm đội thuyền buồm đến Anh biến mất trong cơn bão, toán quân đổ bộ lên Scotland, bị đánh bại ở Trận Glen Shiel
- 1720 Công ty South Sea phá sản, là kết quả của sự sụp đổ của thị trường chứng khoán London khi giá trị chứng khoán trung bình giảm 98%.
- 11 Tháng 6, 1727 Vua George I mất và con trai ông, Vua George II kế vị
- 23 Tháng 10, 1739 Chiến tranh Cái tai của Jenkins - Thủ tướng Robert Walpole quyết định khai chiến với Tay Ban Nha
- 1743 Trận chiến kế vị nước Áo - mở ra, nhưng không chính thức, tình trạng chiến tranh giữa Anh và Pháp
- 13 Tháng 9, 1743 Anh ký Hiệp ước Worms với Áo và Sardinia
- 1744 Cuộc xâm lược quy mô lớn của Pháp vào miền Nam nước Anh với Charles Edward Stuart bị chặn đứng bởi bão, France tuyên bố chiến tranh
- 1745 Anh và đồng minh thua trong Trận Fontenoy ở Flanders
- 21 Tháng 9, 1745 Trận Prestonpans
- 1745 Cuộc nổi dậy Jacobite
- 1746 Đạo luật Proscription tìm kiếm nhằm tiêu diệt những người tộc Scotland, váy kilt bị cấm.
- 1754 - 1763 -- Chiến tranh Pháp - Indian ở các thuộc địa của Anh tại Bắc Mỹ.
- 1760 Vua George II mất và kế vị là cháu trai ông, Vua George III.
- ngày 16 tháng 4 năm 1746 Trận Culloden với kết quả kết thúc cuộc nổi dậy Jacobite
- 1755 Tiến sĩ Samuel Johnson xuất bản cuốn A Dictionary of the English Language
- 1773 Tiệc trà Boston ở Bắc Mỹ báo trước cuộc nổi dậy chống lại giai cấp thống trị Anh.
- 1776 Tuyên ngôn độc lập của Hoa Kỳ
- 1788: Thuộc địa đầu tiên của châu Âu được thành lập ở Sydney, Úc.
- 1798 Trận Nile